# 유밸디군

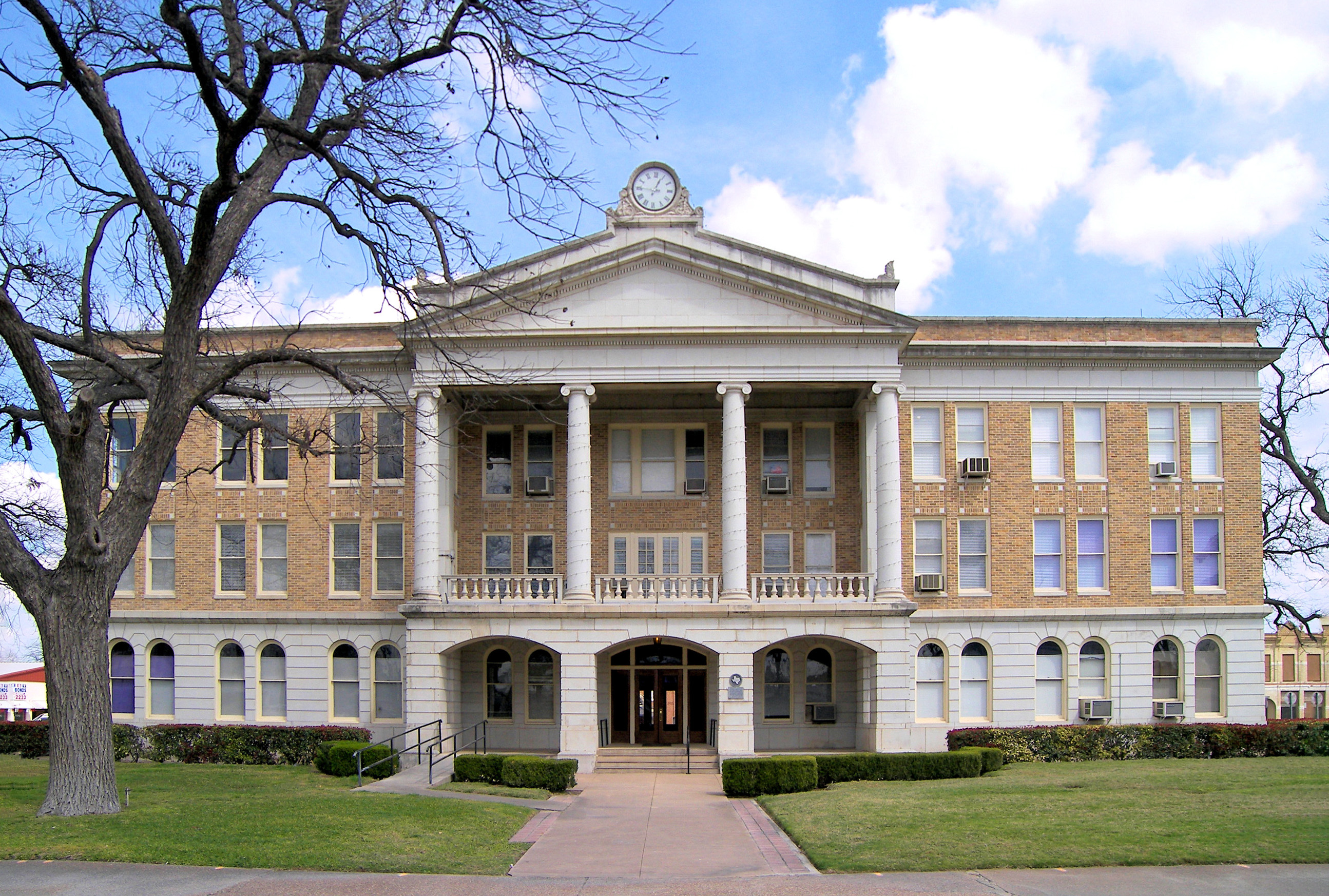

유밸디군 또는 유밸디 카운티(Uvalde County)는 미국 텍사스주에 위치한 군이다. 2010년 기준으로 이 지역의 인구 수는 총 26,405명이다. 2018년 추산으로 이 지역의 총 인구 수는 26,846명이다. 카운티청 소재지이자 최대 도시인 유밸디에서 롭 초등학교 총기 난사 사건이 일어났다.

## 인구
| 인구조사                                  | 인구   | Note  | %±     |
| ----------------------------------------- | ------ | ----- | ------ |
| 1860년                                    | 506    |       | —      |
| 1870년                                    | 851    |       | 68.2%  |
| 1880년                                    | 2,541  |       | 198.6% |
| 1890년                                    | 3,804  |       | 49.7%  |
| 1900년                                    | 4,647  |       | 22.2%  |
| 1910년                                    | 11,233 |       | 141.7% |
| 1920년                                    | 10,769 |       | −4.1%  |
| 1930년                                    | 12,945 |       | 20.2%  |
| 1940년                                    | 13,246 |       | 2.3%   |
| 1950년                                    | 16,015 |       | 20.9%  |
| 1960년                                    | 16,814 |       | 5.0%   |
| 1970년                                    | 17,348 |       | 3.2%   |
| 1980년                                    | 22,441 |       | 29.4%  |
| 1990년                                    | 23,340 |       | 4.0%   |
| 2000년                                    | 25,926 |       | 11.1%  |
| 2010년                                    | 26,405 |       | 1.8%   |
| 2018 (추산)                               | 26,846 | [ 1 ] | 1.7%   |
| U.S. Decennial Census 1850–2010 2010–2014 |        |       |        |